# Bonete
För andra betydelser, se Bonete (olika betydelser).
Bonete är en ort och kommun i provinsen Albacete i den autonoma regionen Kastilien-La Mancha i sydöstra Spanien. Orten ligger cirka 46 kilometer sydost om Albacete. Kommunen har 970 invånare (2024), på en yta av 125,53 km².